# Argostemma courtallense
Argostemma courtallense är en måreväxtart som beskrevs av George Arnott Walker Arnott. Argostemma courtallense ingår i släktet Argostemma och familjen måreväxter. Inga underarter finns listade i Catalogue of Life.